# Фиала, Ондржей
Ондржей Фиала (чеш. Ondřej Fiala; 4 ноября 1987, Штернберк (Оломоуцкий край), Чехия) — чешский хоккеист, нападающий, воспитанник хоккейной школы города Оломоуц. В России, известен по выступлениям за московский «Спартак» и пермский «Молот-Прикамье».

## Карьера
Воспитанник хоккейной школы города Оломоуц. Прошёл все этапы юниорского хоккея, вплоть до попадания в основной состав «ХК Тринец», в котором дебютировал в национальном первенстве Чехии, в сезоне 2004/2005 года.
В 2005 году, перебрался в Западную хоккейную лигу (WHL), где начал выступать в составе «Эверетт Силвертипс», в котором за два года выступлений, попал в "ТОП-список перспективных игроков лиги".
На Драфте НХЛ 2006 года, Ондржей, во втором раунде, под общим 40-м номером, был выбран «Миннесотой Уайлд», однако сезон 2006/2007 продолжил выступать в WHL, уже в составе «Саскатун Блейдз».
В 2008 году, решил сменить чемпионат и подписал контракт с московским «Спартаком», с которым дебютировал в первом в истории КХЛ сезоне. Однако в Москве, Ондржей не заиграл, проведя в составе "красно-белых", лишь 2 игры и отметившись одной результативной передачей, в своём дебютном матче за новую команду. Вскооре, Фиала покинул Спартак и перебрался в Высшую лигу чемпионата России, где подписал контракт, до конца сезона, с пермским хоккейным клубом «Молот-Прикамье». В составе "Молота" провёл хороший сезон, был основным игроком состава и дошёл с командой до Плей-офф.
После России вернулся на родину, где осел во второй лиге Чехии, выступая за «КЛХ Хомутов», а также побывал в аренде в «СК Кадан» и «ХК Дечин».
В 2012 году, перебрался в главную хоккейную лигу Австрии, где 4 сезона выступал в составе «Орли Зноймо» — единственной Чешской команды в лиге. Последние 2 сезона своей карьеры провёл в чешской первой лиге за команду «Естржаби Простеёв».

## Национальная карьера
Имеет выступления за Молодёжную сборную Чехии разных возрастов, от 17 до 20 лет. Выступал на Интернациональном чемпионате за сборные 17 и 20 лет, а также принял участие в Чемпионате мира по хоккею среди молодёжных команд в 2004 году.